# Котаница
Котаница или Котаниц (грчки: Κοτεχνίτζης; умро после 1299) је био авантуриста који је крајем 13. века успешно ратовао против Византијског царства често стајући на страну српских краљева.

## Биографија
Подаци о животу Котанице су ретки. Његово порекло је непознато. Припадао је познатој породици Торник. Од хроничара га помиње једино Георгије Пахимер. Котаница није било његово име већ, вероватно, надимак. У фалсификованом извору из 14. века среће се Лав Котаница који је живео крајем 13. века. Велика важност придавана је Котаници што се види по томе што га Георгије Пахимер седам пута помиње у својој хроници. Током владавине краља Драгутина (1276-1282), Котаница је пребегао на српску територију одакле је нападао византијске пограничне гарнизоне. Против Котанице се борио син цара Андроника II, Константин. Није познато како се овај сукоб завршио јер га Пахимер само укратко описује казујући да се Константин вратио у Цариград без икаквих ратних трофеја (ουδέν εις τρόποι jv φέρων). Пахимер описује савез Срба и Котанице око 1297. године уперен против византијског цара. Андроник је на Милутина послао војсковођу Михаила Главаса који није успео да поврати Драч. Стога је предложио Андронику да са српским краљем ступи у преговоре. Приликом преговора о склапању брака између Милутина и Симониде, ћерке византијског цара, Византинци су непрестално тражили да им се преда Котаница. Милутин је на крају предао Византинцима Котаницу као таоца, заједно са својом претходном женом, Аном Тертер. Котаница је принуђен да, по савету Константина Палеолога, навуче монашку ризу како би избегао ослепљење.